# Баллабио
Баллабио (итал. Ballabio) — коммуна в Италии, расположена в области Ломбардия, подчиняется административному центру Лекко.
Население составляет 3326 человек, плотность населения составляет 238 чел./км². Занимает площадь 14 км². Почтовый индекс — 23811. Телефонный код — 0341.
Покровителем коммуны почитается святой Лаврентий.

## Города-побратимы
- Ийон (Франция, с 2003)[1]